# Саша Мркић
Саша Мркић (Приштина, 16. децембар 1967) српски је фудбалски тренер и бивши фудбалер. Тренутно је шеф стручног штаба Дубочице. Као фудбалер играо је на позицији одбрамбеног играча.
Његов син Марко је такође фудбалер.